# Bartoušov
Bartoušov är en ort i Tjeckien.   Den ligger i regionen Vysočina, i den centrala delen av landet, 100 km sydost om huvudstaden Prag. Bartoušov ligger 468 meter över havet och antalet invånare är 155.
Terrängen runt Bartoušov är platt. Runt Bartoušov är det ganska tätbefolkat, med 52 invånare per kvadratkilometer. Närmaste större samhälle är Havlíčkův Brod, 5,6 km nordväst om Bartoušov. Omgivningarna runt Bartoušov är en mosaik av jordbruksmark och naturlig växtlighet.